# Федеральная служба финансово-бюджетного надзора
Федеральная служба финансово-бюджетного надзора (Росфиннадзор) — федеральный орган исполнительной власти. Осуществлял функции по контролю и надзору в финансово-бюджетной сфере, функции органа валютного контроля, а также функции по внешнему контролю качества работы аудиторских организаций и находившийся в ведении Министерства финансов Российской Федерации.
С 2016 года служба была упразднена, а полномочия переданы:
1. Федеральному казначейству — по контролю и надзору в финансово-бюджетной сфере, по внешнему контролю качества работы аудиторских организаций;
2. Федеральной таможенной службе и Федеральной налоговой службе — функции органа валютного контроля.

## Основные функции
Служба осуществляла функции по контролю и надзору в финансово-бюджетной сфере и выполняла роль органа валютного контроля.
Проводила ревизии и проверки правомерности и эффективности использования средств федерального бюджета, средств государственных внебюджетных фондов и материальных ценностей, находящихся в федеральной собственности на территории России и за рубежом, а также осуществление таких ревизий и проверок по мотивированному обращению руководителей правоохранительных органов федерального уровня и субъектов федерации.
Также в функции службы входили проведение мероприятий по предупреждению, выявлению и пресечению нарушений законодательства в финансово-бюджетной сфере, осуществление надзора за исполнением законодательства о финансово-бюджетном контроле и надзоре органами финансового контроля федеральных органов исполнительной власти, органов государственной власти субъектов федерации и органов местного самоуправления.
Служба осуществляла контроль за соответствием проводимых резидентами и нерезидентами (кроме кредитных организаций) валютных операций на соответствие законодательству, условиям лицензий и разрешений, а также за соблюдением ими требований актов органов валютного регулирования и валютного контроля; совместно с агентами валютного контроля, правоохранительными, контролирующими органами исполнительной власти проводила проверки полноты и правильности учёта и отчетности по валютным операциям, а также по операциям нерезидентов, осуществляемым в рублях.
В ведении службы также находилась задача организации, формирования и ведения единой информационной системы контроля и надзора в финансово-бюджетной сфере.
В целях реализации полномочий в установленной сфере деятельности Росфиннадзор имел право:
- проводить в организациях любых форм собственности, получивших от проверяемой организации денежные средства, материальные ценности и документы, сличение записей, документов и данных с соответствующими записями, документами и данными проверяемой организации (встречная проверка);
- направлять в проверенные организации, их вышестоящие органы обязательные для рассмотрения представления или обязательные к исполнению предписания по устранению выявленных нарушений;
- осуществлять контроль за своевременностью и полнотой устранения проверяемыми организациями и (или) их вышестоящими органами нарушений законодательства в финансово-бюджетной сфере, в том числе путём добровольного возмещения средств;
- заказывать проведение необходимых испытаний, экспертиз, анализов и оценок, а также научных исследований по вопросам осуществления надзора в установленной сфере деятельности;
- осуществлять контроль за деятельностью территориальных органов Службы и подведомственных организаций и др.

## Руководство
С 2004 по 2012 год службу возглавлял Сергей Павленко
В 2012 году на должность руководителя назначен Константин Седов распоряжением Правительства РФ 1883-р от 9 октября 2012 года, скончавшийся через полтора месяца после назначения.
С января 2013 года и вплоть до упразднения, службу возглавлял Александр Смирнов.